# 上津郡
上津郡，中国南北朝时设置的郡。
南朝梁置上津郡，属南洛州。治所在上津县（今湖北省郧西县西北上津镇）。承圣元年（552年）上津郡被西魏占领，萬州改治东梁州，西魏大统时改设上州，上津郡属上州。北周沿置。下辖上津县，隋文帝开皇三年（583年）废上津郡，上津县直属上州。隋炀帝时上津县改属上洛郡，隋恭帝义宁二年（618年）复为上津郡。唐高祖武德元年（618年）又改为上州。